# Dasyatis margaritella
Dasyatis margaritella är en rockeart som beskrevs av Compagno och Roberts 1984. Dasyatis margaritella ingår i släktet Dasyatis och familjen spjutrockor. IUCN kategoriserar arten globalt som otillräckligt studerad. Inga underarter finns listade i Catalogue of Life.